# Cospuden

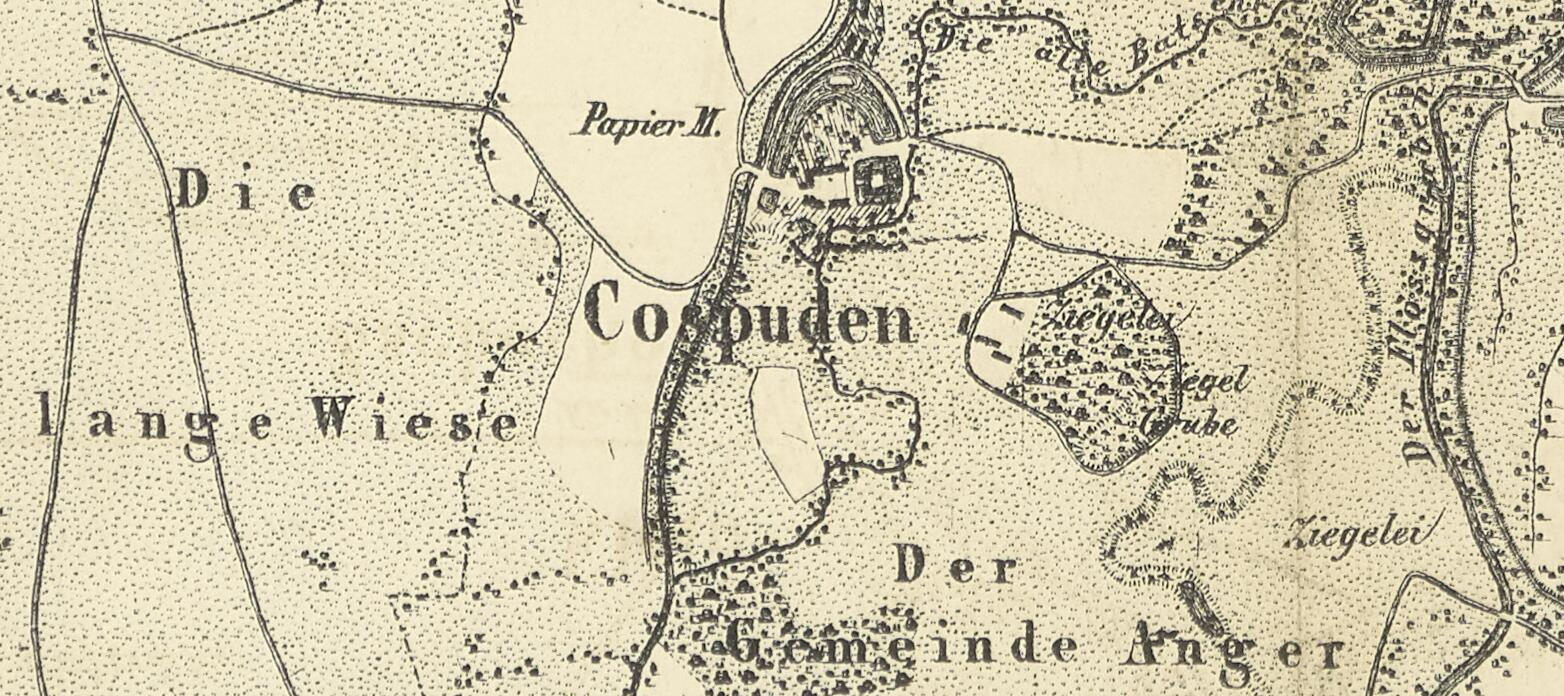
Cospuden auf einer Karte von 1863

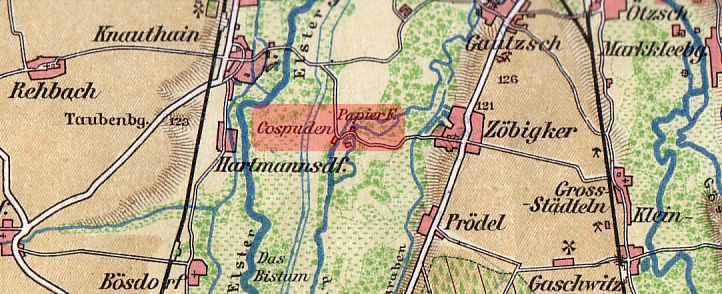
Cospuden auf einer Karte um 1913

Cospuden war ein Ortsteil von Markkleeberg. Er musste 1974 dem Braunkohleabbau im Leipziger Südraum weichen. Nach ihm wurde der später künstlich durch Flutung des Tagebaugeländes entstandene Cospudener See benannt.

## Geschichte
Der Name der an dem Flüsschen Batschke gelegenen Siedlung war auf Heinricius de Kozebude zurückzuführen, der 1216 Besitzer des Guts wurde. Die Gutsbesitzer wechselten im Laufe der Jahrhunderte häufig. Nach den Rittern Pflugk (siehe Volkmarsdorf und Windorf) und Dieskau gehörte es im 18. Jahrhundert den Familien von Schletter und von Ponickau, Mitte des 19. Jahrhunderts der Familie Weidlich und ab 1893 deren Tochter Clara Vollsach. In der Bauernkantate von Johann Sebastian Bach aus dem Jahre 1742 wird Cospuden zusammen mit Knauthain erwähnt.
1599 wurde durch Otto von Dieskau eine Papiermühle errichtet, die für die Produktion aller sächsischen Kanzleibütten verantwortlich war. Cospuden gehörte bis 1856 zum kursächsischen bzw. königlich-sächsischen Kreisamt Leipzig. Seit 1875 gehörte Cospuden zur Amtshauptmannschaft Leipzig. 1875 war Cospuden zu Gautzsch gehörig, mit dem es 1934 zur Stadt Markkleeberg kam. Wegen des Braunkohlevorkommens im Siedlungsgebiet Cospuden / Zöbigker mussten die Einwohner bis 1974 ihre Heimat verlassen. Sie siedelten in andere Ortsteile Markkleebergs oder nach Leipzig um.

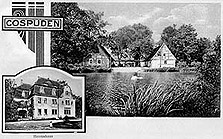
Gasthof und Herrenhaus Cospuden, um 1900

Aus dem Tagebau Cospuden wurde ab 1981 durch Nordschwenkung des Tagebaus Zwenkau Braunkohle gefördert. Außer der Siedlung Cospuden, die 1974 dem Abriss aufgrund des voranschreitenden Braunkohlentagebaus zum Opfer fiel, verschwanden das Gut Lauer, das Auenschutzgebiet Bistum und Oberes Holz und Abschnitte der Batschke von der Landkarte. Die Förderleistung des Tagebaus war gemessen an der enormen Umweltzerstörung gering, weshalb sich nach der politischen Wende 1989/90 breiter Widerstand gegen eine Fortführung der Braunkohleförderung formierte. Am 11. Januar 1990 wurde die Bürgerinitiative Stoppt Cospuden gegründet, die am 18. März 1990 einen Sternmarsch zum Tagebau organisierte. An ihm nahmen über 10.000 Menschen teil. Infolgedessen wurde am 20. April 1990 der Regelbetrieb des Tagebaus eingestellt.
Das Tagebaurestloch wurde zwischen 1993 und 2000 mit Wasser aus den Tagebauen Zwenkau und Profen geflutet. Im Jahre 2000 wurde der See dann feierlich der Öffentlichkeit übergeben. Der entstandene Cospudener See wurde zum Naherholungsgebiet.